# 管理的经典模式
管理的经典模式描述经历的职责，从1920年代以来大多无异议。亨利-法约尔和其他早期的作者首先描述了五个典型的职能：计划、组织、协调、决策和控制。这个管理活动的描述统治了管理很长时间，至今仍然很流行。
经典模型描述正式的经理职能，但并不强调当他们计划、决策和控制他人工作时，经历确切的干些什么。为此，我们必须转到当代行为科学家的视角，他们研究了经理的日常活动。行为模型说经理的实际行为较之经典的模型非系统、非正式、缺乏沉思、较多回应，并缺乏很好组织，我们应当相信该论点。
观察者发现经理的行为有五个属性，和经典描述的完全不同。第一，经历执行的大多数工作是在不宽松的环境中，每天参加600个不同的活动，甚至中间没有停歇。第二，经理的活动是断片式的，大多数活动少于9分钟，只有10%的活动大于1小时。第三，经理喜欢现时的、特殊的、特别的信息，纸面信息往往太迟太旧。第四，相对于书面沟通他们更偏爱口头沟通，因为口头沟通灵活、不费劲、响应快。第五，经理对维护复杂的联络网给与很高的优先权，这个网络起到了非正式信息系统的作用，并可以帮助经理完成他们的日程安排和长短期目标。

## 出处
- Kenneth C.Laudon and Jane P.Laudon, 《Management Information Systems》, Pearson, 07 March 2011, Chapter12 Information systems Organizations and Strategy p. 306